# Manihot walkerae
Manihot walkerae é uma espécie de planta tuberosa da família das Euphorbiaceae.